# 예산초등학교 (경북)
예산초등학교는 대한민국 경상북도 구미시 선산읍 북산리에 있었던 공립 초등학교이다.

## 학교 연혁
- 1935년 5월 13일 선산공립보통학교 북산간이학교로 개교
- 1944년 5월 14일 선산서부공립국민학교로 승격
- 1945년 12월 15일 예산국민학교로 개명
- 1984년 3월 8일 병설유치원 개원
- 1996년 3월 1일 예산초등학교로 개칭
- 2012년 2월 17일 제64회 졸업식[1]
- 2012년 2월 29일 선산초등학교로 통폐합